# Finché non mi seppelliscono
Finché non mi seppelliscono è un singolo del cantante italiano Blanco, pubblicato il 12 novembre 2021 come quinto estratto dal primo album in studio Blu celeste.

## Tracce
Testi e musiche di Michele Zocca, Riccardo Fabbriconi.
1. Finché non mi seppelliscono – 2:48

## Classifiche

### Classifiche settimanali
| Classifica (2022) | Posizione massima |
| ----------------- | ----------------- |
| Italia            | 3                 |

### Classifiche di fine anno
| Classifica (2021) | Posizione |
| ----------------- | --------- |
| Italia            | 87        |
| Classifica (2022) | Posizione |
| Italia            | 11        |